# مونته‌فورته دالپونه
مونته‌فورته دالپونه (به ایتالیایی: Monteforte d'Alpone) یک کومونه در ایتالیا است که در استان ورونا واقع شده‌است. مونته‌فورته دالپونه ۲۰٫۴ کیلومتر مربع مساحت و ۸٬۵۰۹ نفر جمعیت دارد و ۳۸ متر بالاتر از سطح دریا واقع شده‌است.